# 中原军区
中原军区是中国共产党领导的大军区之一。历史上曾两次设立。

## 新四军中原军区
1948年5月，中共中央和中央军委决定重建中原军区，下辖皖西、豫皖苏、豫西、陕南、桐柏、豫皖苏鲁等军区。
1945年8月12日，中共中央决定设立中共鄂豫皖中央局，书记徐向前，副书记郑位三。因徐向前患病未到之前由郑位三代理。9月25日开始执行职务。鄂豫皖中央局委员有：郑位三、李先念、陈少敏、任质斌、王树声、戴季英、刘子久。下辖新四军第五师野战军、鄂东区党委与鄂东军区、江汉区党委与江汉军区。河南区党委与八路军河南军区仍由中央直接领导。1945年10月24日，359旅、八路军河南军区与新四军五师会师。1945年10月30日正式成立中原军区，司令员李先念、政委郑位三、副政委兼政治部主任王首道、副司令员兼参谋长王震，副司令员王树声。朱早观任副参谋长，刘型任政治部副主任。后任质斌任副政治委员。1945年11月上旬，鄂豫皖中央局改为中原局，郑位三任代理书记，李先念、王首道、陈少敏、王震为常委。任质斌、戴季英、刘子久、王树声为委员。
1946年1月15日统计，中原军区共61 197人，其中军区直属队1691人；并下辖：
- 第一纵队：嵩岳军区（王戴部）与水西八团合编。司令员由王树声兼，政治委员戴季英。12379人。
- 第二纵队：新四军第五师野战军与八路军南下支队合编。司令员文建武，政治委员任质斌。15173人。
- 河南军区：司令员韩东山，政治委员刘子久。7508人。
- 江汉军区：司令员贺炳炎，政治委员郑绍文。14062人。
- 鄂东军区：令员张体学，政治委员聂洪钧。9665人。

1946年1－6月，复员8000；北运伤病员和眷属、医护人员740；在突围前作战阵亡和利用各种方法转移到其他解放区3000人；留原地坚持斗争的江汉支队1000人，河南军区留下豫鄂边区游击支队600人。1946年6月26日中原突围。实际参加突围为47 857人。中原突围战役结束时保留兵力41400人，减员8000人：
- 鄂东独立二旅7月17日抵达岳西太湖县边的冶溪地区，全旅保存5500人，减员500；
- 皮定钧一纵一旅到苏皖解放区总兵力5000，减员2000；
- 北路突围部队保存总兵力12200，减员3700；
- 南路突围部队保存总兵力10700，减员1300；
- 河南军区保存兵力2000；
- 江汉军区保存兵力6000。

1946年7月中原军区部队改为豫鄂陕军区与鄂西北军区。后分别沿革为晋冀鲁豫野战军第十二纵队、中原独立旅与皖西人民自卫军。

## 中原野战军暨中原军区
1948年3月，刘邓、陈谢、陈粟三路大军挺进中原，累计歼灭国军20余万人，在中原地区开辟了有3000万人口和20余万平方千米地区的新解放区。1948年5月9日，中央军委发出《关于改变华北、中原解放区的组织、管辖境地及人选的通知》，决定成立华北军区、华北人民政府、中原军区、中原人民政府。其中，“为了更加有利于革命战争向南发展”，

（六）除华中解放区现辖境地外，凡陇海以南长江以北直至川陕边区均属中原解放区。中原中央局以邓小平为第一书记，陈毅为第二书记，邓子恢为第三书记，以刘伯承、邓小平、陈毅、邓子恢、李先念、宋任穷、粟裕、李雪峰、陈赓，张际春、谢富治、刘子久十二同志为委员。在中原局下，成立豫皖苏分局，以宋任穷为分局书记。

（七）刘伯承为中原军区及中原野战军司令员，邓小平为政委，陈毅为军区及野战军第一副司令员，李先念为军区及野战军第二副司令员。陈毅仍兼华东野战军司令员及政委，粟裕为副司令员，宋任穷为副政委。苏北兵团仍属华东军区建制，但在作战上受华东野战军指挥。

组建后，中原军区与中原野战军仍为一个机构。中原军区组织为：
- 司令员刘伯承
- 政治委员邓小平
- 第一副司令员陈毅（仍任华东军区司令员，华东野战军司令员兼政治委员）
- 第二副司令员李先念
- 副政治委员邓子恢
- 副政治委员兼政治部主任张际春
- 参谋长李达
- 副参谋长曾希圣
- 鄂豫军区（司令员王树声，政治委员段君毅）
- 皖西军区（司令员曾绍山，政治委员彭涛）
- 豫皖苏军区（司令员张国华，政治委员宋任穷/吴芝圃）
- 豫西军区（韩钧（因病未到职）/李成芳（代司令员），政治委员张玺）
- 桐柏军区（司令员王宏坤，政治委员刘志坚）
- 江汉军区（司令员张才千，政治委员刘建勋）
- 陕南军区（司令员刘金轩，政治委员汪锋）

1949年5月12日中央军委决定，第四野战军领导机关与中原军区领导机关合并，组成第四野战军兼华中军区领导机关。林彪任司令员、罗荣桓任第一政治委员、邓子恢任第二政治委员、萧克任第一参谋长、赵尔陆任第二参谋长、谭政任政治部主任。